# Municipio de Caledonia (Minnesota)
El municipio de Caledonia (en inglés: Caledonia Township) es un municipio ubicado en el condado de Houston en el estado estadounidense de Minnesota. En el año 2010 tenía una población de 641 habitantes y una densidad poblacional de 7,32 personas por km².

## Geografía
El municipio de Caledonia se encuentra ubicado en las coordenadas 43°37′41″N 91°33′37″O / 43.62806, -91.56028. Según la Oficina del Censo de los Estados Unidos, el municipio tiene una superficie total de 87.57 km², de la cual 87,46 km² corresponden a tierra firme y (0,13 %) 0,11 km² es agua.

## Demografía
Según el censo de 2010, había 641 personas residiendo en el municipio de Caledonia. La densidad de población era de 7,32 hab./km². De los 641 habitantes, el municipio de Caledonia estaba compuesto por el 99,06 % blancos, el 0,16 % eran asiáticos y el 0,78 % eran de una mezcla de razas. Del total de la población el 1,09 % eran hispanos o latinos de cualquier raza.